# Tenomerga moultonii
Tenomerga moultonii är en skalbaggsart som först beskrevs av Raffaello Gestro 1910.  Tenomerga moultonii ingår i släktet Tenomerga och familjen Cupedidae. Inga underarter finns listade i Catalogue of Life.